# Guisclafred de Carcassona
Guisclafred de Carcassona o Giscafré (? - ca. 821) fou comte de Carcassona (810-821).

## Orígens familiars
Fou el primer fill del comte Bel·ló de Carcassona. Fou germà gran del comte Oliba I de Carcassona.
És discutit que fos també germà dels comtes Sunifred I d'Urgell-Cerdanya i Barcelona i Sunyer I d'Empúries.

## Ascens al tron comtal
A la mort del seu pare els seus germans es repartiren la vasta herència, així Guisclafred rebé els dominis sobre Carcassona, en aquells moments una de les ciutats més importants del sud de França.
Morí sense conèixer cap descendent seu, per la qual cosa rebé el comtat el seu germà Oliba I.